# Llegará el verano/Sin dirección
«Llegará el verano/Sin dirección» es el nombre del primer sencillo de Camilo Sesto (bajo el nombre de Camilo Sexto). Grabado en el otoño de 1970 y lanzado por el sello Movieplay, producido por Juan Pardo y Michael Aldred. Es la carta de presentación de Camilo, después de haber formado parte de los grupos Los Dayson y Los Botines.

## Lista de canciones[2]
1. «Llegará el verano» - 2:47 (Juan Pardo)
2. «Sin dirección» («Heaven Knows») - 2:47 (D. Walsh/Harvey Price/Suárez)

## Personal
- Michael Aldred - Producción
- Juan Pardo - Producción